# Émile Vierset-Godin
Pour les articles homonymes, voir Vierset et Godin.
Émile Vierset-Godin (1824-1891) est un architecte hutois connu pour de nombreuses restaurations en Belgique dont notamment la collégiale Notre-Dame de Huy.

## Réalisations et restaurations
- Collégiale Notre-Dame de Huy
- portail du Bethléem
- église Saint-Pierre d'Ampsin
- église Saint-Michel d'Oteppe
- église Notre-Dame de Marchin
- église Saint-Pierre de Huy
- église Saint-Hubert de Marchin
- église Notre-Dame de Pailhe
- Maison d'arrêt de Huy
- Hôtel de police de Huy, ancien palais de Justice de la ville de Huy.